# Tare (Würzsauce)

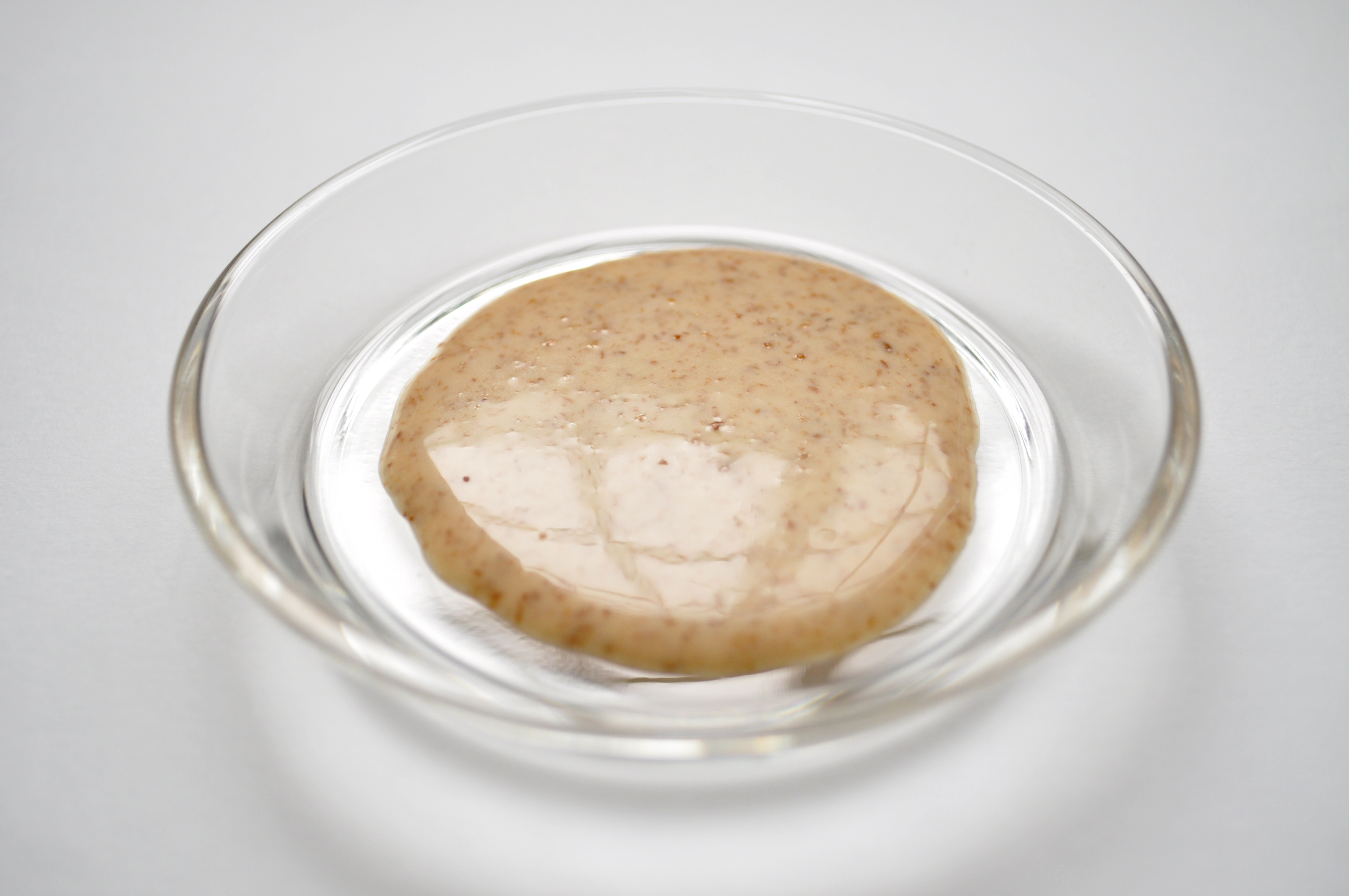
Sesam-Tare

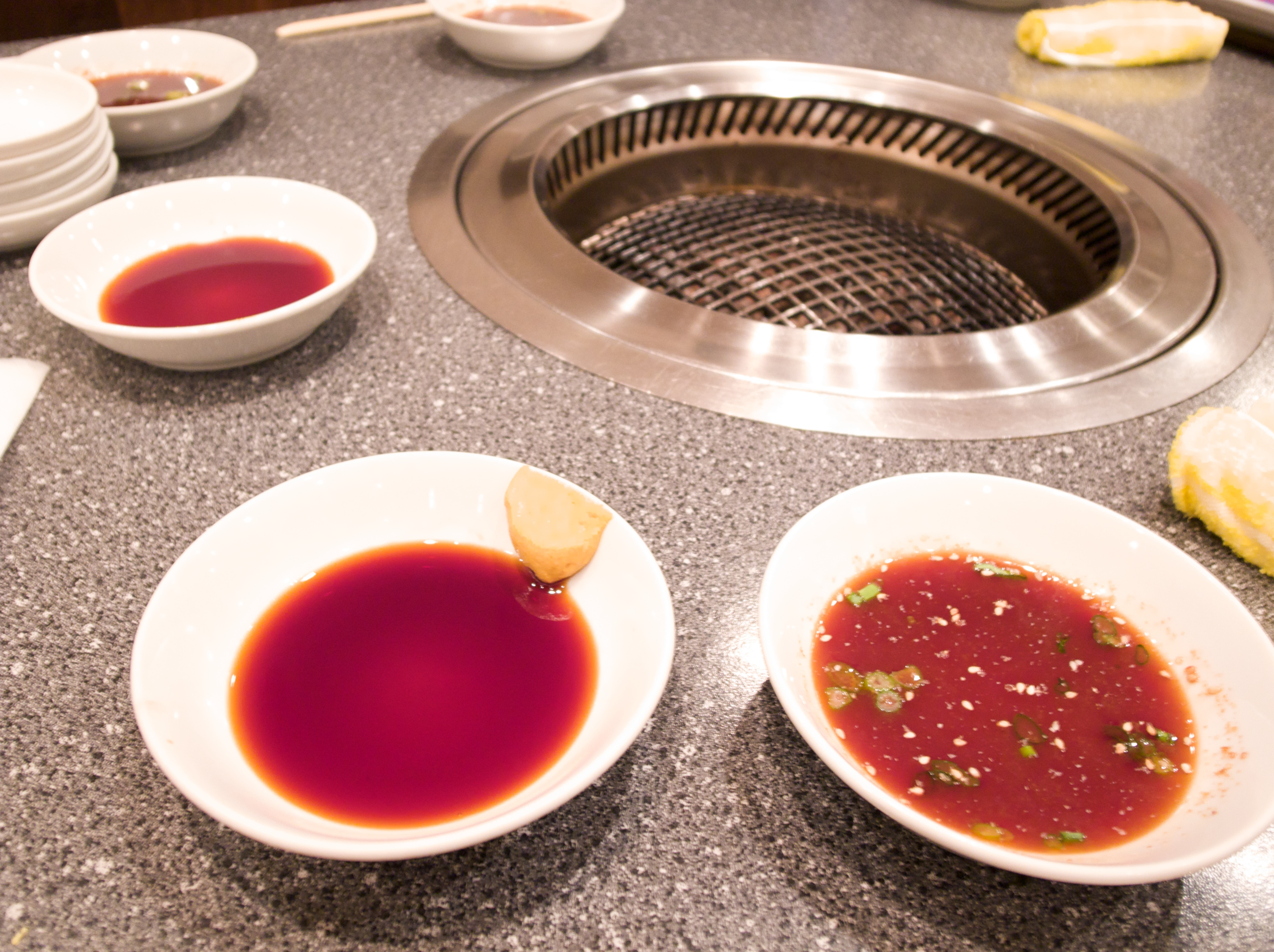
Yakiniku-Tare

Als Tare (japanisch たれ bzw. 垂れ) werden in der japanischen Küche gemischte Würzsaucen bezeichnet.

## Beschreibung
Tare sind meist leicht dickflüssig und intensiv im Geschmack. Saucen, die nur aus einer Zutat, beispielsweise allein aus Sojasauce, bestehen, zählen jedoch nicht dazu.
Tare-Saucen, die neben einem Gericht als Dip-Sauce serviert werden, werden als Tsukedare (つけだれ) bezeichnet; solche, die direkt zu einem Gericht hinzugefügt werden, als Tare.
Sie werden zubereitet, indem man Würzmittel wie etwa Sojasauce, Miso oder Mirin einkocht. Besondere Merkmale sind der oft süße Geschmack und die Dicke der Sauce. Manche auf dem Markt verkäufliche Tare-Saucen enthalten außerdem Zusätze wie Proteinhydrolysate, Säureregulatoren, Isoglukose oder modifizierte Stärke.
Ramen werden je nachdem, was für eine Tare verwendet wird, in unterschiedliche Kategorien eingeteilt: Wird der Suppe eine auf Sojasauce (japanisch 醤油 shōyu) basierte Tare hinzugegeben, bezeichnet man dies als Shōyu-Ramen (醤油ラーメン shōyu rāmen); bei einer hauptsächlich aus Salz (japanisch 塩 shio) bestehenden Tare als Shio-Ramen (塩ラーメン shio rāmen) und bei einer Miso-Tare als Miso-Ramen (味噌ラーメン miso rāmen). Auch gemischte Arten sind möglich.
In der chinesischen und koreanischen Küche gibt es Saucen, die teilweise der japanischen Tare entsprechen und als Jiang (chinesisch 醬 / 酱, Pinyin jiàng) bzw. Jang (koreanisch 장 jang) bekannt sind.
Viele Tare-Arten bestehen zudem aus Pflanzenölen und weiteren Zutaten wie Salz, Ingwer oder Frühlingszwiebeln. Dabei gibt es zahlreiche regionale Variationen; in vielen Gerichten aus Guizhou in China werden beispielsweise verschiedene Arten von Zhanshui (chinesisch 蘸水 zhàn shuǐ), einer Dip-Sauce, verwendet.
Nahrungsmittel bzw. Gerichte mit einer speziellen auf dem Markt erhältlichen Tare sind zum Beispiel Nattō, Kabayaki, Sukiyaki, Shabu shabu, Yakiniku, Teriyaki, Dengaku oder Karaage. Tare für Nudelgerichte wird als 麺汁 mentsuyu bezeichnet.